# Pühlferstalbach
Der Pühlferstalbach ist ein nicht ganz einen Kilometer langer Bach in der Gemarkung des Stadtteils Heckfeld von Lauda-Königshofen im Main-Tauber-Kreis im Norden von Baden-Württemberg, der von links und Westsüdwesten nach dem Ortsausgang von Heckfeld in Richtung Dittwar in den Muckbach mündet.

## Geographie

### Verlauf
Der Pühlferstalbach beginnt seinen Lauf etwa einen Kilometer westlich der Ortsmitte des Dorfes Heckfeld etwas vor dem Kammwald Schreckenbusch am Abgang eines Graswegs von einem dort abknickenden ausgebauten Feldweg. Er läuft beständig im Tiefsten seiner natürlichen Mulde neben diesem Wirtschaftsweg und fast bis zuletzt zwischen Feldern. Er mündet nach 0,9 km an einem Wasserhäuschen von links und Westsüdwesten in den Muckbach, der, nachdem er erst unterhalb des Ortsrandes von Heckfeld aus einer Verdolung ausgetreten ist, hier in offenem Lauf selbst noch keine 200 Meter lang ist.
Das mittlere Sohlgefälle des etwa 48 Höhenmeter unterhalb seines Beginns mündenden Grabens liegt also bei etwa 53 ‰. Er hat keinen offenen Zufluss.

### Einzugsgebiet
Der Pühlferstalbach entwässert eine ca. 0,5 km² große Fläche, die naturräumlich zum Unterraum Umpfer-Wachbach-Riedel des Tauberlandes zählt. An ihrem Westrand liegt auf der Hügelkuppe eine Deckschicht von Lettenkeuper (Erfurt-Formation), im größten Teil steht jedoch Oberer Muschelkalk an. An der Nordwestseite konkurriert der ähnlich große und in selber Richtung etwas unterhalb zum Muckbach fließende Talgraben, im Westen und Südwesten der bedeutendere Schüpfbach, teils über einen linken Zufluss. Jenseits des übrigen Teils der Gesamtwasserscheide entwässert das anschließende Gebiet zum Muckbach selbst. An der höchsten Stelle des Einzugsgebietes auf der Kuppe Heide nahe dem Wasserturm westlich von Heckfeld erreicht das Terrain über 385 m ü. NHN.
Das Gebiet liegt ganz in der Heckfelder Gemarkung, ist unbesiedelt und bis auf einen Zwickel des Schreckenbuschs im Westen fast ganz offen. Auf den hohen westlichen und südlichen Lagen gibt es einige Obstwiesen, sonst dominiert der Ackerbau auf großen Parzellen.

## Schutzgebiete
Auf den letzten Metern grenzt das Landschaftsschutzgebiet Lauda-Königshofen links an den Lauf. Das Einzugsgebiet liegt ganz im Wasserschutzgebiet Lauda-Königshofen.

### LUBW
Amtliche Online-Gewässerkarte mit passendem Ausschnitt und den hier benutzten Layern: von Lauf und Einzugsgebiet des Pühlferstalbachs

Allgemeiner Einstieg ohne Voreinstellungen und Layer: Daten- und Kartendienst der Landesanstalt für Umwelt Baden-Württemberg (LUBW) (Hinweise)
1. 1 2  Höhe nach dem Höhenlinienbild auf dem Hintergrundlayer Topographische Karte.
2. 1 2  Länge nach dem Layer Gewässernetz (AWGN).
3. ↑  Einzugsgebiet abgemessen auf dem Hintergrundlayer Topographische Karte.
4. ↑  Höhe nach schwarzer Beschriftung auf dem Hintergrundlayer Topographische Karte.
5. ↑  Schutzgebiete nach den einschlägigen Layern.

### Andere Belege
1. ↑  Horst Mensching, Günter Wagner: Geographische Landesaufnahme: Die naturräumlichen Einheiten auf Blatt 152 Würzburg. Bundesanstalt für Landeskunde, Bad Godesberg 1963. → Online-Karte (PDF; 5,3 MB)
2. ↑  Geologie nach den Layern zu Geologische Karte 1:50.000 auf: Mapserver des Landesamtes für Geologie, Rohstoffe und Bergbau (LGRB) (Hinweise)